# Man-Killer
Man-Killer, alter ego di Katrina Luisa Van Horn, è un personaggio immaginario dei fumetti creato da Gerry Conway (testi) e Jim Mooney (disegni e chine), pubblicato dalla Marvel Comics. Ha esordito in Marvel Team-Up (Vol. 1) n. 8 (aprile 1973). In Italia negli anni settanta era stato ribattezzato Assassino.

## Biografia del personaggio
Katrina Luisa Van Horn era una sciatrice olimpionica e una femminista convinta. Dopo una discussione con Karl Lubbings, membro di un gruppo antifemminista, i due si sfidarono in una gara sulle piste. Benché Katrina fosse una campionessa, Lubbings giocò sporco e le tagliò la strada facendole avere un incidente. Katrina si ritrovò seriamente ferita e sfigurata, ma in seguito venne dotata di un potente esoscheletro e si ribattezzò Man-Killer (in seguito non indosserà più l'esoscheletro, ed è probabile che la sua forza sia stata in qualche modo aumentata tramite dei trattamenti). Lavorò come freelance e come agente dell'HYDRA. È stata anche un membro dei Signori del male comandati dall'Incappucciata. Quando cambiò identità con quella di Amazon, fu brevemente un membro dei Thunderbolts di Occhio di Falco.
Durante una discussione con i Thunderbolts, Katrina disse a Songbird che non voleva combatterla poiché non aveva problema con le donne, solo con gli uomini. Tempo dopo, comunque, Erik Josten (Atlas) scoprì che Katrina lavorava come barista nel bar che i membri della squadra erano soliti frequentare a Burton Canyon, in Colorado. Katrina fu gentile con lui, nonostante facesse finta di non conoscerlo. Nonostante i suoi ideali e gli eventuali scontri con gli uomini, Katrina ha dimostrato di essere capace di lavorare al loro fianco, senza creare conflitti personali.

## Poteri e abilità
Man-Killer ha degli impianti robotici legati a ossa e nervi, che le donano poteri super umani, delle buone abilità atletiche. Inoltre Man-Killer possiede una spiccata abilità nel lancio dei coltelli da distanze di centinaia di metri.
1. ↑  Il termine volume è usato in lingua inglese, in questo contesto, per indicare le serie, pertanto Vol. 1 sta per prima serie, Vol. 2 per seconda serie e così via.